# Geophis omiltemanus
Geophis omiltemanus este o specie de șerpi din genul Geophis, familia Colubridae, descrisă de Günther 1893. A fost clasificată de IUCN ca specie cu risc scăzut. Conform Catalogue of Life specia Geophis omiltemanus nu are subspecii cunoscute.